# گل زندانی
گل زندانی (نام علمی: Scoliopus) نام یک سرده از تیره سوسنیان است.